# Félix de Pablo
Félix de Pablo Pons, (Mahón, España, 7 de enero de 1961) fue un jugador de baloncesto del Menorca Bàsquet, y actualmente es su director deportivo.

## Trayectoria
Con la llegada de Manel Bonmatí al banquillo en la temporada 1989-1990 fue fichado por el Menorca Bàsquet, entonces llamado Club Baloncesto La Salle Mahón, junto con otros jugadores como Jordi Puigventós y Toni Vidal. 
Formando plantilla con otros jugadores como Patricio Reynés, consiguieron el ascenso de 2ª División nacional a la Liga EBA en la temporada 1993-1994.
Una vez retirado pasó a formar parte de la organigrama del club como director técnico, para conseguir en la temporada 2004-2005 el ascenso a la ACB.

### Clubes
- U.D. Montgat - Primera División (España) - 1981/1982
- C.B. Hospitalet - Primera División (España) - 1982/1984
- CB Mollet - Segunda División (España) - 1984/1985
- C.B. Sant Cugat - Segunda División (España) - 1985/1986
- C.B. Llíria - Primera División (España) - 1986/1988
- La Salle Maó - Segunda División (España) - 1988/1994
- La Salle Maó - Primera División (España) - 1994/1997